# Chiesa di San Martino di Murta
La chiesa di San Martino di Murta è un luogo di culto cattolico di Genova, situato nel paese di Murta, frazione del quartiere di Bolzaneto. La sua comunità parrocchiale fa parte del vicariato "Bolzaneto - Sant'Olcese – Serra Riccò" dell'arcidiocesi di Genova.

## Storia
Le prime notizie di una prima cappella a Murta, dedicata al santo Martino di Tours risalgono al XII secolo, quando viene citata nel Registro Arcivescovile delle decime del 1143, come dipendente dalla pieve di Rivarolo. Si ritiene comunque che la data di erezione del primitivo edificio sia molto più antica, perché da quello stesso documento la sua presenza appare come una realtà consolidata. In un successivo documento del luglio 1170 viene citato un certo prete Giovanni, curatore della chiesetta fino al 9 settembre 1179; nel 1202 è citata come parrocchiale, ed è indicato come rettore prete Pellegrino, che risulta ancora in carica nel 1210. Il 29 ottobre del 1244 l'arcivescovo di Genova Giovanni de' Rossi attribuì la chiesa al prete Oberto da Sestri, favorito dalla locale famiglia dei Camilla, patroni dell'edificio.
Nei secoli successivi la chiesa si arricchì di preziose opere d'arte grazie alla munificenza delle famiglie patrizie genovesi che erano solite trascorrere a Murta il periodo estivo.
L'antica cappella fu completamente riedificata in stile barocco all'inizio del Settecento, dopo che nel 1693 era stato costruito il nuovo campanile. La chiesa fu ricostruita più ampia e con un diverso orientamento (il nuovo edificio è orientato da est a ovest, ruotato di 90 gradi rispetto alla precedente cappella ); il 29 giugno del 1711, alla conclusione dei lavori, la chiesa fu solennemente benedetta.
La chiesa così come tutto il paese di Murta, subì gravi danni e la spoliazione di tutti gli arredi durante l'invasione dell'esercito austriaco nel 1746-1747; il prezioso dipinto di San Martino, attribuito al pittore fiammingo Antoon van Dyck fu portato a Genova in tempo per salvarlo da una più che probabile sottrazione da parte degli occupanti.
I danni causati dalla guerra resero necessari nuovi lavori di restauro, iniziati subito dopo la partenza degli occupanti, nel luglio del 1747. A questi lavori contribuirono, nei limiti delle loro possibilità, anche gli abitanti di Murta, benché molti di essi avessero viste distrutte anche le loro abitazioni. Nuovi lavori, consistenti nel prolungamento della chiesa di circa cinque metri e l'aggiunta di due altari, furono eseguiti nel 1777. L'edificio fu solennemente consacrato dall'arcivescovo Giovanni Lercari il 29 ottobre del 1781 che in questa circostanza le aggiunse come contitolari San Lorenzo e san Nicola di Bari.
Ulteriori abbellimenti e restauri, necessari tra l'altro per riparare i danni provocati da un fulmine, si attuarono nel XIX secolo, tra il 1852 e il 1860, con il contributo finanziario dei villeggianti. In questa circostanza fu eseguita una nuova decorazione per rimediare ad un precedente intervento del 1822 realizzato ("con pessimo gusto", scrive il Persoglio) a strisce rosse e successivamente coperto con bianco di calce nel 1841.
Il territorio della parrocchia, un tempo assai vasto, fu notevolmente ridotto nel Novecento quando furono create quattro nuove parrocchie: Nostra Signora dell'Aiuto di Trasta (1927), Santissimo Nome di Gesù di Geo di Ceranesi (1936), Santa Maria Assunta al Serro (1961) e soprattutto San Francesco alla Chiappetta di Bolzaneto, antico complesso conventuale, da sempre parte della parrocchia di Murta (1961).
In passato fu celebre una grandiosa rovere plurisecolare piantata accanto alla chiesa, che costituiva un importante punto di riferimento per la comunità. In particolari occasioni tra i rami di quest'albero era allestito un originale punto di ristoro, come avvenne nel 1897, nel 15º centenario della morte di san Martino di Tours. Il grande albero, già in fase di decadenza negli anni trenta del Novecento, crollò definitivamente la notte tra il 28 ed il 29 agosto 1948, a causa di un forte temporale.

## Descrizione

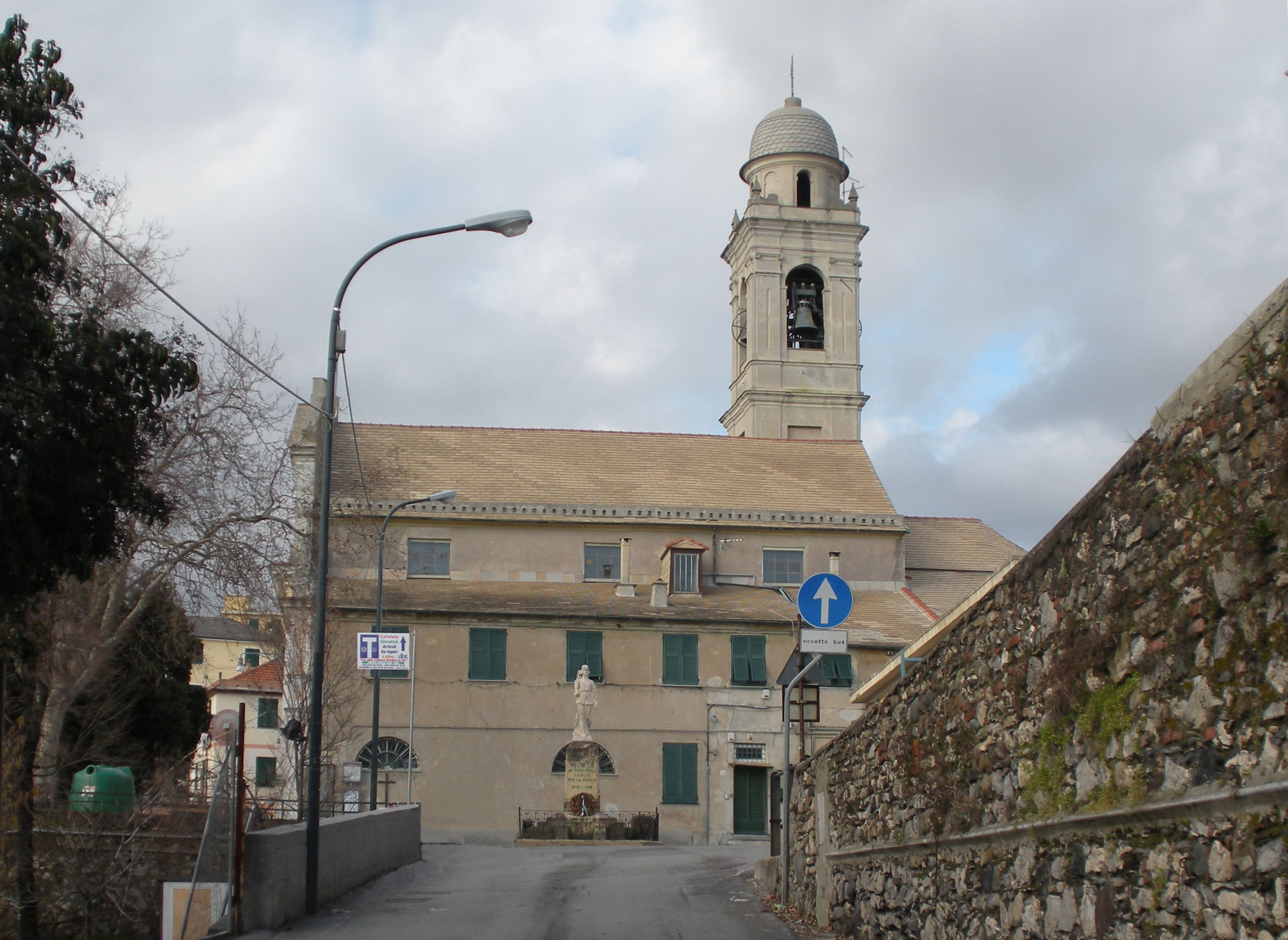
La piazza della chiesa di Murta

La chiesa, in stile barocco, la cui struttura attuale è quella del rifacimento del 1710-1711, ha una semplice facciata; sopra il portale d'ingresso si trova un modesto dipinto murale raffigurante San Martino ed ai lati in due nicchie le statue dei compatroni San Nicola di Bari e San Lorenzo.
L'interno ha un'unica navata con sei altari laterali dedicati a sant'Agnese, san Lorenzo, sant'Isidoro, san Nicola di Bari, alla Madonna del Rosario e alla Madonna di Lourdes. Nel 1947 in una nicchia alla sinistra della navata è stata collocata una statua della Madonna della Guardia, per la quale vi è a Murta una particolare devozione, trovandosi il paese a poca distanza dal santuario a lei dedicato, ben visibile da molte parti del territorio murtese.
Nella chiesa sono conservate tele seicentesche e settecentesche di notevole valore, tra le quali l'ancona di San Martino, attribuita al pittore fiammingo Antoon van Dyck, attivo a Genova negli anni venti del Seicento. Il quadro fu salvato dal saccheggio del 1747, essendo stato messo al sicuro a Genova. Altro notevole dipinto è quello raffigurante San Nicola di Bari, opera settecentesca di Giuseppe Palmieri.
Nella chiesa è presente un organo fabbricato nel 1882 dagli organari Fratelli Lingiardi di Pavia, restaurato nel 2009. Alle pareti della navata sono collocati due grandi crocifissi da processione.
Durante l'annuale festa della zucca tutti gli altari sono decorati con composizioni realizzate con fiori, frutta e zucche.